# 使徒兄弟会
使徒兄弟会（意大利语：Apostolici）是悉加列利于1260年在意大利北部帕尔马创立的基督教教派，成员以兄弟姐妹相称呼，财产公有。教宗后派兵镇压。1300年，悉加列利被捕并处以火刑，其弟子继续领导此运动，直至1307年3月，被十字军镇压。